# Архитектура Бийска
Архитектура Бийска в целом типична для подобного рода городов. В то же время, в старой части города сохранился ряд зданий XIX века, являющихся в настоящее время памятниками архитектуры. В этом отношении наибольший интерес представляют улицы Советская и Льва Толстого, на которых бо́льшая часть зданий являются историческими и построены с конца XVIII века до Октябрьской революции 1917 года.

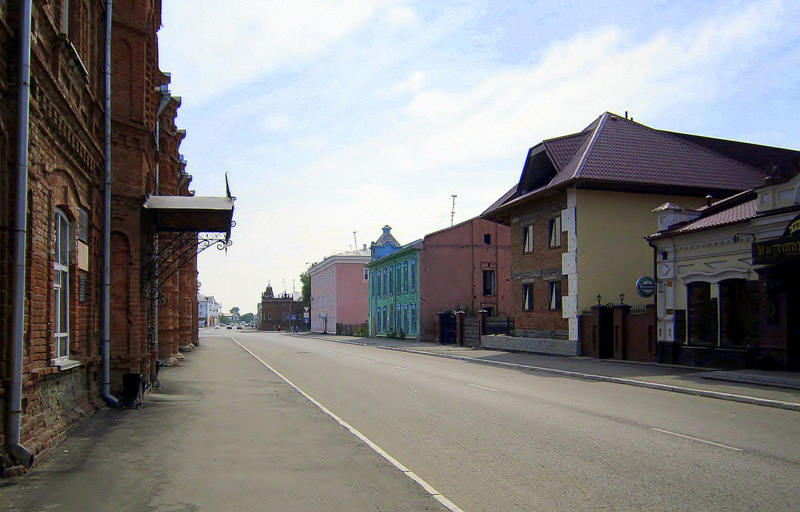
Улица Советская

Проезжие части улиц Бийска, как в старых, так и в новых районах достаточно узкие, хотя сами улицы в новых районах широкие. В настоящее время это создаёт существенные проблемы для движения транспорта. Согласно плану развития города предполагается произвести расширение проезжих частей улиц за счёт ликвидации газонов между тротуарами и домами.
Улицы Бийска, в основном, выполнены в соответствии с концепцией ортогональности, что также типично для многих городов России. Ряд призаводских посёлков, построенных в 1920—1930-х годах не имеет чётко выраженных улиц — дома возводились вокруг заводской территории (посёлки сахарного завода, мясокомбината, льнокомбината, нефтебазы).
Жилой сектор представлен в основном панельными «хрущёвками» и панельными 9-этажными домами. В городе сохранилось большое количество деревянных домов барачного типа, построенных в 1920—1930-х годах. В настоящее время эти дома пребывают в аварийном состоянии. В то же время бараки, построенные в 1950-х годах ещё не полностью снесены.
В истории развития Бийска можно выделить ряд периодов, отличающихся характерными чертами в архитектуре города.

## Бикатунский острог и Бийская крепость
Город Бийск берёт начало от Бикатунского острога, основанного по указу Петра I в 1709 году. Острог представлял собой типичное для освоенных русскими в начале XVIII века сибирских земель деревянное укреплённое сооружение, включающее в себя частокол, казармы, наблюдательные башни. В 1710 году Бикатунский острог был уничтожен в ходе сражений с кочевниками-джунгарами.
Новый острог соорудили в 1718 году в 20 километрах от старого Бикатунского острога выше по течению Бии. В 1732 году острог был переименован в Бийский. В течение первой половины XVIII века деревянная крепость постепенно перестраивалась, в ней появлялись каменные строения, в частности стена. В 1756 году Бийский острог стал именоваться крепостью. В этот же период происходило заселение окрестных территорий русскими и вокруг Бийской крепости начал образовываться посад.
В 1782 году Бийская крепость с посадом получила статус уездного города. Архитектура Бийска конца XVIII века была типичной для сибирских городов того времени — деревянные рубленные низкие дома.

## XIX век — начало XX века

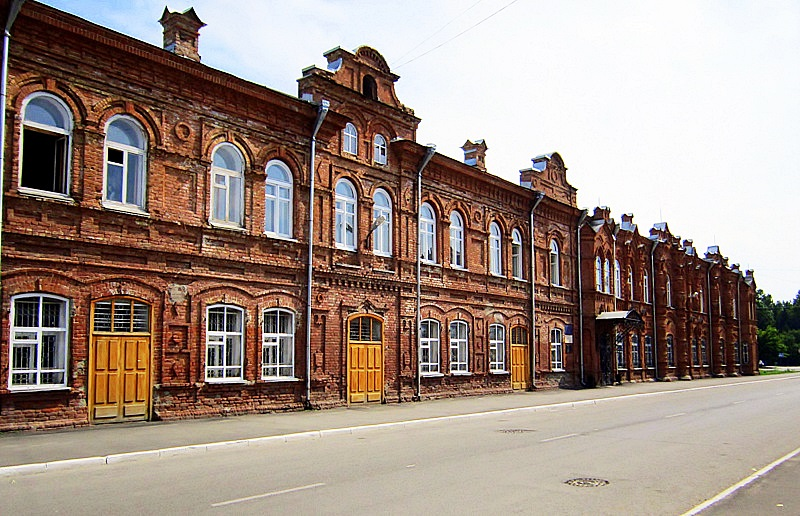
Улица Советская. Филфак АГАО им. Шукшина

Начало XIX века характеризовалось активизацией торговли русских купцов с Монголией и Китаем. Бийск становится важным торговым и транспортным узлом, ввиду чего нарастает приток капитала в город, появляются купеческие двухэтажные каменные дома, разрабатывается план регулярной застройки, возникают первые улицы.

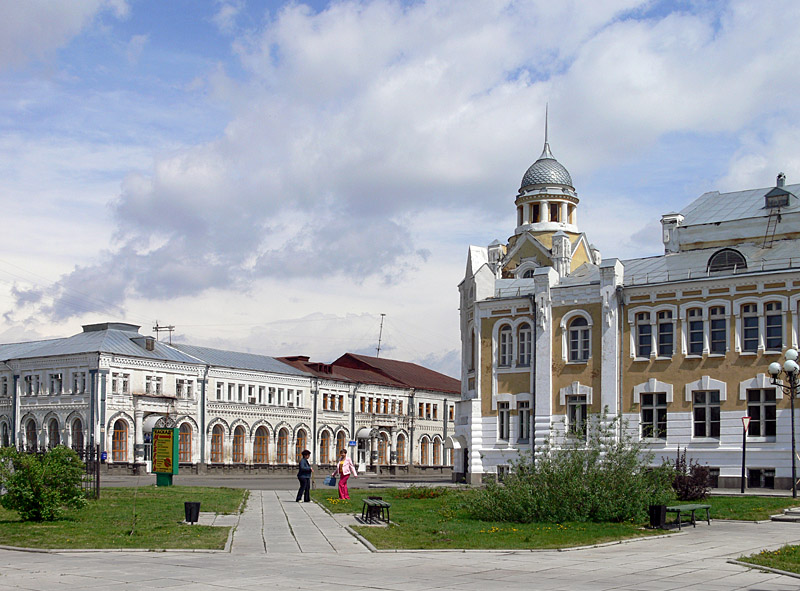
Драматический театр (на переднем плане) и Главпочтамт (на заднем плане) — яркие представители архитектуры Бийска начала XX века

В этот период город активно разрастается. Начинается застройка левобережья Бии, расширяется правобережная часть в направлении на запад, где возникают махорочная фабрика (позже Бийская табачная фабрика), винокурня (ныне Бийский спиртзавод), а позже железнодорожная станция.
Этот период характеризуется строгим соблюдением тенденции регулярности в прокладке городских улиц. Улицы идут параллельно реке, а переулки — строго перпендикулярно им. Эта тенденция хорошо прослеживается в историческом центре (в границах современных улиц Советской и Революции), а также на левом берегу Бии.
В указанный период в городе появились каменные здания, являющиеся на сегодняшний день памятниками архитектуры: Второвский пассаж, Фирсовский пассаж (сильно повреждён пожаром в декабре 2007 года), особняк купца Асанова (сейчас городской краеведческий музей), Народный дом (сейчас Бийский театр драмы), Успенский собор, Дом учителя, пожарная каланча (в настоящее время в ней располагается пожарная часть № 20).

## Период между Октябрьской революцией и Великой Отечественной войной
В 1920-х годах Бийск становится перевалочной базой на пути торговли с Монголией. В городе создаются автотранспортные предприятия, расположенные в левобережье. Для сотрудников предприятий строятся общежития барачного типа, которые можно до сих пор увидеть на улицах Герцена, Дальней, Крайней.
В 1934 году через реку Бия сооружается деревянный наплавной мост, прослуживший до 1962 года.
В правобережной части начинается строительство мясокомбината, маслозавода, сахарного завода, расположенных на удалении от «старого центра». Вокруг заводов вырастают посёлки, состоящие из общежитий барачного типа для рабочих и кирпичных домов с отдельными или коммунальными квартирами для руководства и инженеров. Застройка, как правило, ведётся без утверждённого плана и без формирования улиц. Такую «архитектурную неразбериху» и по сей день можно увидеть в районах указанных заводов.
В этот же период в Бийске были разрушены часть церквей и исторических зданий. Каких либо ярких, с точки зрения архитектуры, зданий в этот период в городе построено не было.

## Период Великой Отечественной войны и конца 1940-х годов

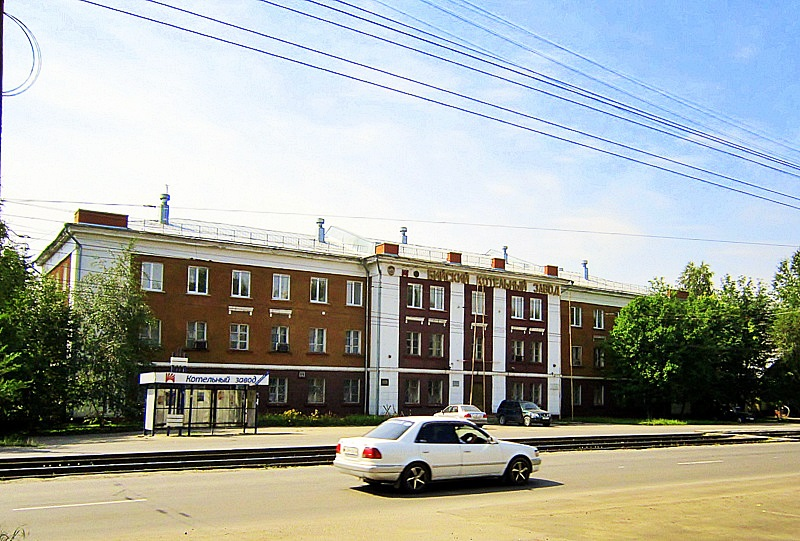
Бийский котельный завод

В 1941 году в Бийск были эвакуированы котельный завод, заводы «Электропечь», «Молмаш» и «Продмаш». Поначалу оборудование размещалось под открытым небом, но уже в 1942 году началось строительство цехов. Заводы размещались к западу от основной жилой застройки возле железнодорожной ветви. К концу 1940-х годов эта часть Бийска стала промышленной зоной. Вокруг предприятий выросли жилые посёлки, но их строительство уже велось в соответствии с архитектурным планом, с чётким следованиям улицам. В посёлке котельного завода были построены кирпичные двух- и трёхэтажные дома, а в посёлке завода «Молмаш» — двухэтажные.

## 1950—1960-е годы

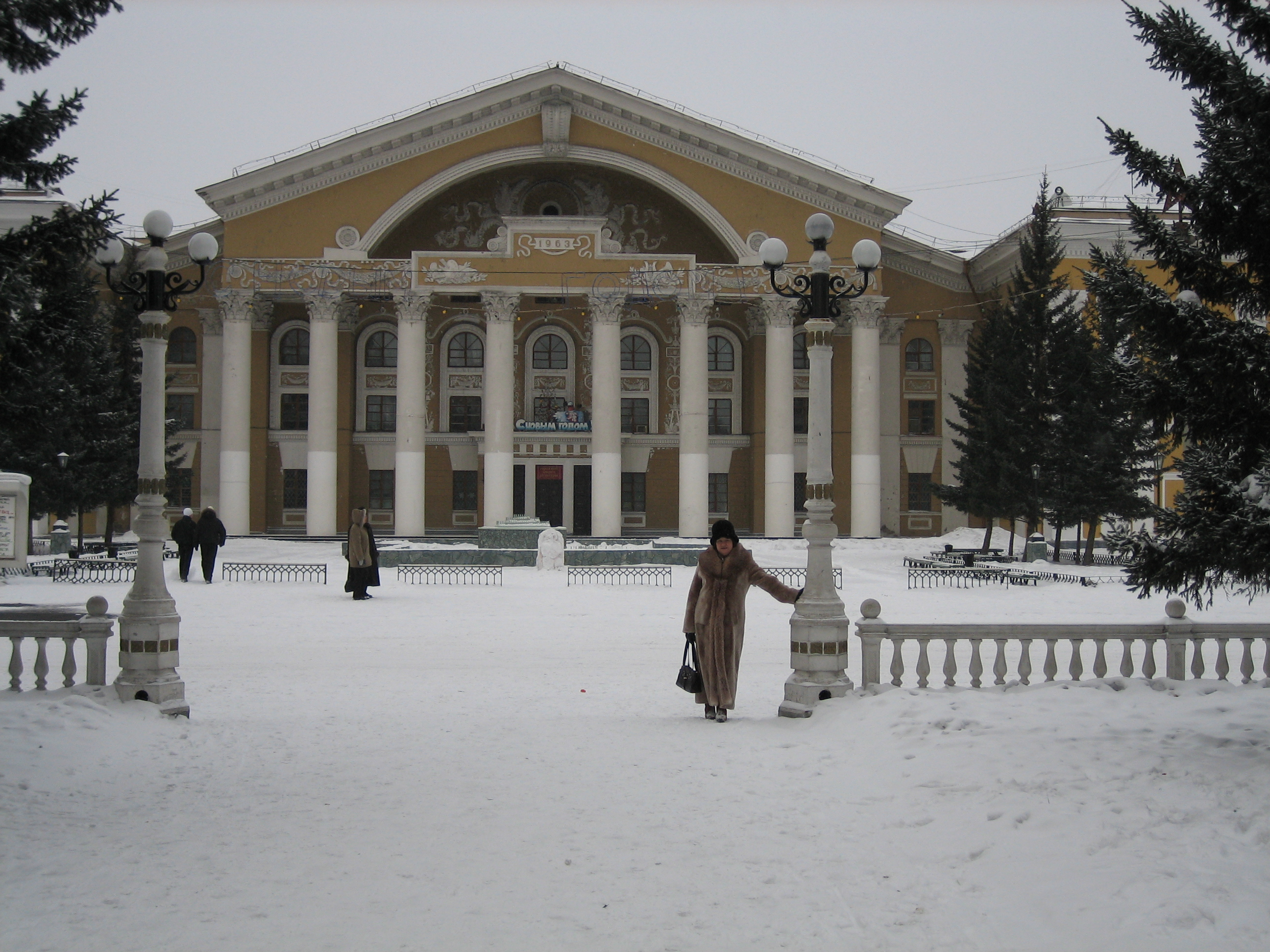
Бийский городской дворец культуры — интересное с точки зрение архитектуры здание, построенное в 1964 году

Строительство оборонного комплекса даёт начало Приобскому району города, где появляются бараки и дома серии К-9 для строителей и работников. Для руководства и инженерного персонала строятся несколько десятков домов «сталинского типа». Рядом с заводоуправлением «Электропечи» был построен оригинальный четырёхэтажный жилой дом с угловой башенкой пятого этажа (ул. Красноармейская, № 81). По мере ввода в строй «хрущёвок» бараки и дома К-9 сносят. В эти годы Бийск начинает приобретать современный облик. В Приобском районе улицы выдержаны строго ортогонально.

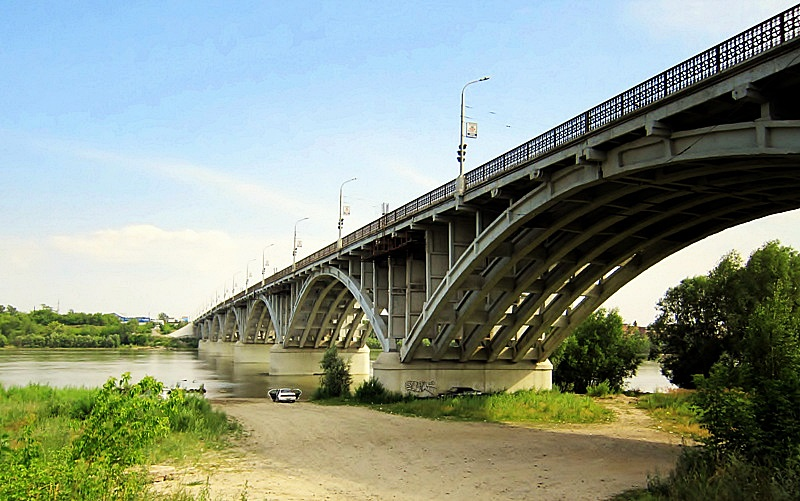
Бийск. Коммунальный мост

В 1965 году в Бийске введён в эксплуатацию железобетонный мост арочного типа через реку Бию — Коммунальный мост.

## 1970—1980-е годы

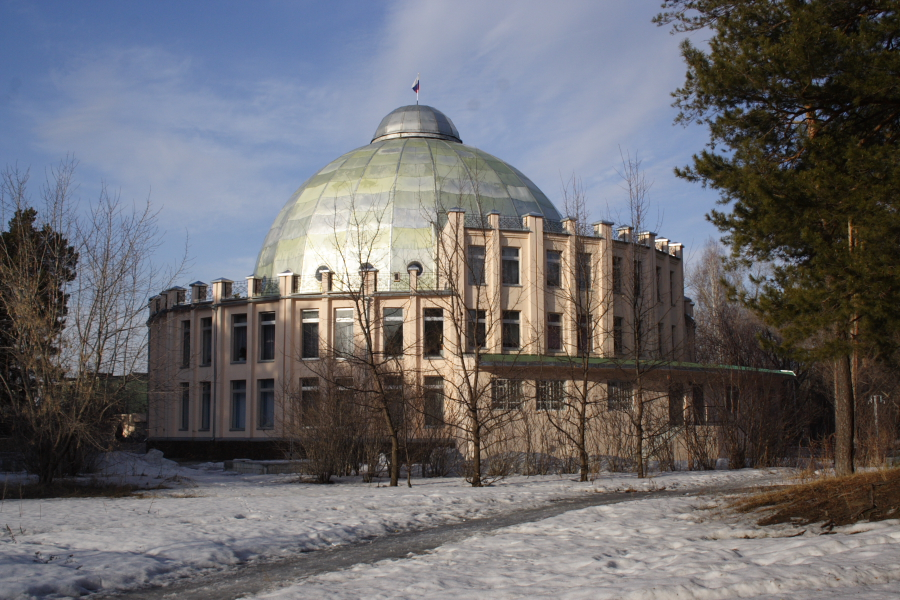
Дом детского технического творчества им. Я. Ф. Савченко, известный в городе как «Купол».

В Бийске начинается строительство 9—10-этажных панельных домов. На улице Ударной построены 4 составленных стеной к стене многоподъездных 9-этажных дома, суммарной длиной более 400 метров. Эта застройка получила в городе прозвище «Китайская стена».
В эти годы строится микрорайон «Зелёный клин». В целом, в 1970—1980-е годы все дома и здания в Бийске возводились по типовым проектам и не имели оригинальной архитектуры, за исключением Дома детского технического творчества им. Я. Ф. Савченко, построенного в 1983 году.

## 1990-е годы
Экономический кризис очень сильно отразился на городе. Строительства новых зданий практически не велось.

## 2000-е годы
В Бийске в малом количестве началось строительство новых домов по типовым проектам. Построен ряд зданий торгового назначения, типичных для 2000-х годов — металлические стойки, обшитые сэндвич-панелями. На центральных улицах ведётся почти массовое реконструирование первых этажей жилых зданий под небольшие частные магазины.

## 2010-е годы
В городе продолжается неактивная застройка зданиями торгового назначения. Завершена реконструкция ряда исторических зданий: центральной городской библиотеки, онкологического диспансера. С 2011 года началось активное строительство новых жилых домов, бо́льшая часть из которых возводится по типовым проектам.